# Aldwincle

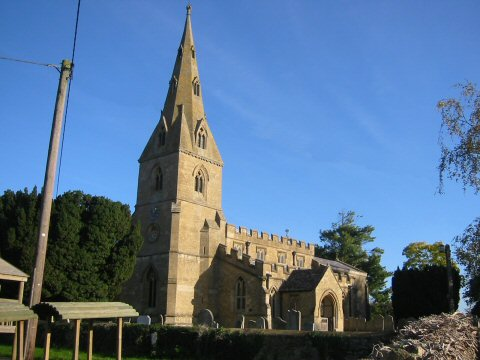
St Peter

Aldwincle är en by och en civil parish i distriktet North Northamptonshire, i Storbritannien. Den ligger i grevskapet Northamptonshire och riksdelen England, i den sydöstra delen av landet, 110 km norr om huvudstaden London. Denna parish hade 333 invånare år 2021.